# Tour des Émirats arabes unis 2020
Le Tour des Émirats arabes unis 2020 ou UAE Tour est la 2e édition de cette course cycliste masculine sur route, organisée du 23 au 27 février aux Émirats arabes unis. 
C'est la troisième épreuve de l'UCI World Tour 2020, le calendrier le plus important du cyclisme sur route.
En raison de la découverte de deux cas soupçonnés d'avoir contracté le coronavirus, les deux dernières étapes sont annulées.

## Présentation

### Parcours
Contrairement à l'édition 2019, il n'y a pas de contre-la-montre par équipe en ouverture de l'épreuve.
Ce Tour des Émirats arabes unis comprend sept étapes divisées en quatre étapes plates, une étape de moyenne montagne et deux étapes en montagne, pour un parcours total de 1122 kilomètres. L'ascension de Jebel Hafeet (11 kilomètres à près de 7% de moyenne) est au programme des troisième et cinquième étapes.

### Équipes
Dix-neuf équipes participent à la course : les dix-neuf WorldTeams.
| WorldTeams (18)- AG2R La Mondiale - Astana - Bahrain McLaren - Bora-Hansgrohe - CCC Team - Cofidis - Deceuninck-Quick Step - Groupama-FDJ - Israel Start-Up Nation - Lotto Soudal - Mitchelton-Scott - Movistar Team - NTT Pro Cycling - Ineos - Jumbo-Visma - Team Sunweb - Trek-Segafredo - UAE Team Emirates ProTeams (2)- Gazprom-RusVelo - Vini Zabù-KTM |
| |

### Principaux favoris
En l'absence du tenant du titre, le Slovène Primož Roglič qui n'a pas encore démarré sa saison, c'est son compatriote Tadej Pogačar (dont l'équipe UAE Emirates court à domicile) qui est annoncé comme le grand favori, après sa victoire lors du dernier Tour de la Communauté valencienne. Ses principaux concurrents sont Alejandro Valverde et David Gaudu, respectivement deuxième et troisième de l'édition 2019, ainsi que l'Allemand Emanuel Buchmann. Les autres coureurs cités pour jouer le classement général sont Wout Poels, Alexey Lutsenko, Adam Yates, Rafal Majka, Wilco Kelderman, Jesus Herrada, Davide Formolo, Giulio Ciccone, Ilnur Zakarin, Domenico Pozzovivo, Laurens De Plus et Eddie Dunbar,. 
La course marque également le retour à la compétition de Christopher Froome, le quadruple vainqueur du Tour de France, qui n'avait plus couru depuis sa lourde chute sur le Critérium du Dauphiné en juin 2019.
Pour les victoires d'étapes, la course réunit un important plateau de sprinteurs avec Pascal Ackermann, Arnaud Démare, Sam Bennett, Fernando Gaviria, Mark Cavendish, Caleb Ewan et Dylan Groenewegen,.

## Étapes
| Étape     | Date    | Villes étapes                       | type              | Distance (km) | Vainqueur d'étape     | Leader du classement général |
| --------- | ------- | ----------------------------------- | ----------------- | ------------- | --------------------- | ---------------------------- |
| 1re étape | 23 fév. | Palm Jumeirah – Dubai silicon oasis | étape de plaine   | 148           | Pascal Ackermann      | Pascal Ackermann             |
| 2e étape  | 24 fév. | Hatta – Wadi Hatta Dam              | étape vallonnée   | 168           | Caleb Ewan            | Caleb Ewan                   |
| 3e étape  | 25 fév. | Lac Al-Qudra – Jebel Hafeet         | étape de montagne | 184           | Adam Yates            | Adam Yates                   |
| 4e étape  | 26 fév. | parc Zabeel – Dubaï                 | étape de plaine   | 173           | Dylan Groenewegen     | Adam Yates                   |
| 5e étape  | 27 fév. | Al-Aïn – Jebel Hafeet               | étape de montagne | 162           | Tadej Pogačar         | Adam Yates                   |
| 6e étape  | 28 fév. | Ar Ruways – Al Mirfa                | étape de plaine   | 158           | annulation de l'étape | annulation de l'étape        |
| 7e étape  | 29 fév. | Al Maryah Island – Abou Dabi        | étape de plaine   | 127           | annulation de l'étape | annulation de l'étape        |

## Déroulement de la course

### 1reétape
| \| Classement de l'étape \| Classement de l'étape \| Classement de l'étape \| Classement de l'étape \| Classement de l'étape \| \| Coureur \| Coureur \| Pays \| Équipe \| Temps \| \| --------------------- \| --------------------- \| --------------------- \| ---------------------- \| --------------------- \| \| 1er \| Pascal Ackermann \| Allemagne \| Bora-Hansgrohe \| 3 h 29 min 19 s \| \| 2e \| Caleb Ewan \| Australie \| Lotto-Soudal \| + 0 s \| \| 3e \| Rudy Barbier \| France \| Israel Start-Up Nation \| + 0 s \| \| 4e \| Dylan Groenewegen \| Pays-Bas \| Jumbo-Visma \| + 0 s \| \| 5e \| Luka Mezgec \| Slovénie \| Mitchelton-Scott \| + 0 s \| \| 6e \| Alberto Dainese \| Italie \| Team Sunweb \| + 0 s \| \| 7e \| Jakub Mareczko \| Italie \| CCC Team \| + 0 s \| \| 8e \| Max Walscheid \| Allemagne \| NTT Pro Cycling \| + 0 s \| \| 9e \| José Joaquín Rojas \| Espagne \| Movistar Team \| + 0 s \| \| 10e \| Andrea Vendrame \| Italie \| AG2R La Mondiale \| + 0 s \| |                    |           |                        |                 |
| |                    |           |                        |                 |
| Source : ProCyclingStats |                    |           |                        |                 |
| Classement de l'étape |                    |           |                        |                 |
| Coureur | Coureur            | Pays      | Équipe                 | Temps           |
| 1er | Pascal Ackermann   | Allemagne | Bora-Hansgrohe         | 3 h 29 min 19 s |
| 2e | Caleb Ewan         | Australie | Lotto-Soudal           | + 0 s           |
| 3e | Rudy Barbier       | France    | Israel Start-Up Nation | + 0 s           |
| 4e | Dylan Groenewegen  | Pays-Bas  | Jumbo-Visma            | + 0 s           |
| 5e | Luka Mezgec        | Slovénie  | Mitchelton-Scott       | + 0 s           |
| 6e | Alberto Dainese    | Italie    | Team Sunweb            | + 0 s           |
| 7e | Jakub Mareczko     | Italie    | CCC Team               | + 0 s           |
| 8e | Max Walscheid      | Allemagne | NTT Pro Cycling        | + 0 s           |
| 9e | José Joaquín Rojas | Espagne   | Movistar Team          | + 0 s           |
| 10e | Andrea Vendrame    | Italie    | AG2R La Mondiale       | + 0 s           |

| \| Classement général \| Classement général \| Classement général \| Classement général \| Classement général \| \| Coureur \| Coureur \| Pays \| Équipe \| Temps \| \| ------------------ \| ------------------ \| ------------------ \| ---------------------- \| ------------------ \| \| 1er \| Pascal Ackermann \| Allemagne \| Bora-Hansgrohe \| 3 h 29 min 19 s \| \| 2e \| Caleb Ewan \| Australie \| Lotto-Soudal \| + 4 s \| \| 3e \| Veljko Stojnić \| Serbie \| Vini Zabù-KTM \| + 5 s \| \| 4e \| Rudy Barbier \| France \| Israel Start-Up Nation \| + 6 s \| \| 5e \| Leonardo Tortomasi \| Italie \| Vini Zabù-KTM \| + 6 s \| \| 6e \| Nikolay Cherkasov \| Russie \| Gazprom-RusVelo \| + 7 s \| \| 7e \| Dylan Groenewegen \| Pays-Bas \| Jumbo-Visma \| + 10 s \| \| 8e \| Luka Mezgec \| Slovénie \| Mitchelton-Scott \| + 10 s \| \| 9e \| Alberto Dainese \| Italie \| Team Sunweb \| + 10 s \| \| 10e \| Jakub Mareczko \| Italie \| CCC Team \| + 10 s \| |                    |           |                        |                 |
| |                    |           |                        |                 |
| Source : ProCyclingStats |                    |           |                        |                 |
| Classement général |                    |           |                        |                 |
| Coureur | Coureur            | Pays      | Équipe                 | Temps           |
| 1er | Pascal Ackermann   | Allemagne | Bora-Hansgrohe         | 3 h 29 min 19 s |
| 2e | Caleb Ewan         | Australie | Lotto-Soudal           | + 4 s           |
| 3e | Veljko Stojnić     | Serbie    | Vini Zabù-KTM          | + 5 s           |
| 4e | Rudy Barbier       | France    | Israel Start-Up Nation | + 6 s           |
| 5e | Leonardo Tortomasi | Italie    | Vini Zabù-KTM          | + 6 s           |
| 6e | Nikolay Cherkasov  | Russie    | Gazprom-RusVelo        | + 7 s           |
| 7e | Dylan Groenewegen  | Pays-Bas  | Jumbo-Visma            | + 10 s          |
| 8e | Luka Mezgec        | Slovénie  | Mitchelton-Scott       | + 10 s          |
| 9e | Alberto Dainese    | Italie    | Team Sunweb            | + 10 s          |
| 10e | Jakub Mareczko     | Italie    | CCC Team               | + 10 s          |

### 2eétape
| \| Classement de l'étape \| Classement de l'étape \| Classement de l'étape \| Classement de l'étape \| Classement de l'étape \| \| Coureur \| Coureur \| Pays \| Équipe \| Temps \| \| --------------------- \| --------------------- \| --------------------- \| ---------------------- \| --------------------- \| \| 1er \| Caleb Ewan \| Australie \| Lotto-Soudal \| 4 h 18 min 16 s \| \| 2e \| Sam Bennett \| Irlande \| Deceuninck-Quick Step \| + 2 s \| \| 3e \| Arnaud Démare \| France \| Groupama-FDJ \| + 4 s \| \| 4e \| Diego Ulissi \| Italie \| UAE Team Emirates \| + 4 s \| \| 5e \| Rick Zabel \| Allemagne \| Israel Start-Up Nation \| + 4 s \| \| 6e \| Andrea Vendrame \| Italie \| AG2R La Mondiale \| + 4 s \| \| 7e \| Luka Mezgec \| Slovénie \| Mitchelton-Scott \| + 4 s \| \| 8e \| Adam Yates \| Royaume-Uni \| Mitchelton-Scott \| + 4 s \| \| 9e \| Tadej Pogačar \| Slovénie \| UAE Team Emirates \| + 4 s \| \| 10e \| David Gaudu \| France \| Groupama-FDJ \| + 4 s \| |                 |             |                        |                 |
| |                 |             |                        |                 |
| Source : ProCyclingStats |                 |             |                        |                 |
| Classement de l'étape |                 |             |                        |                 |
| Coureur | Coureur         | Pays        | Équipe                 | Temps           |
| 1er | Caleb Ewan      | Australie   | Lotto-Soudal           | 4 h 18 min 16 s |
| 2e | Sam Bennett     | Irlande     | Deceuninck-Quick Step  | + 2 s           |
| 3e | Arnaud Démare   | France      | Groupama-FDJ           | + 4 s           |
| 4e | Diego Ulissi    | Italie      | UAE Team Emirates      | + 4 s           |
| 5e | Rick Zabel      | Allemagne   | Israel Start-Up Nation | + 4 s           |
| 6e | Andrea Vendrame | Italie      | AG2R La Mondiale       | + 4 s           |
| 7e | Luka Mezgec     | Slovénie    | Mitchelton-Scott       | + 4 s           |
| 8e | Adam Yates      | Royaume-Uni | Mitchelton-Scott       | + 4 s           |
| 9e | Tadej Pogačar   | Slovénie    | UAE Team Emirates      | + 4 s           |
| 10e | David Gaudu     | France      | Groupama-FDJ           | + 4 s           |

| \| Classement général \| Classement général \| Classement général \| Classement général \| Classement général \| \| Coureur \| Coureur \| Pays \| Équipe \| Temps \| \| ------------------ \| ------------------ \| ------------------ \| ---------------------- \| ------------------ \| \| 1er \| Caleb Ewan \| Australie \| Lotto-Soudal \| 7 h 47 min 19 s \| \| 2e \| Sam Bennett \| Irlande \| Deceuninck-Quick Step \| + 12 s \| \| 3e \| Arnaud Démare \| France \| Groupama-FDJ \| + 16 s \| \| 4e \| Nikolay Cherkasov \| Russie \| Gazprom-RusVelo \| + 17 s \| \| 5e \| Alexey Lutsenko \| Kazakhstan \| Astana \| + 19 s \| \| 6e \| Luka Mezgec \| Slovénie \| Mitchelton-Scott \| + 20 s \| \| 7e \| Andrea Vendrame \| Italie \| AG2R La Mondiale \| + 20 s \| \| 8e \| Rick Zabel \| Allemagne \| Israel Start-Up Nation \| + 20 s \| \| 9e \| Wilco Kelderman \| Pays-Bas \| Team Sunweb \| + 20 s \| \| 10e \| David Gaudu \| France \| Groupama-FDJ \| + 20 s \| |                   |            |                        |                 |
| |                   |            |                        |                 |
| Source : ProCyclingStats |                   |            |                        |                 |
| Classement général |                   |            |                        |                 |
| Coureur | Coureur           | Pays       | Équipe                 | Temps           |
| 1er | Caleb Ewan        | Australie  | Lotto-Soudal           | 7 h 47 min 19 s |
| 2e | Sam Bennett       | Irlande    | Deceuninck-Quick Step  | + 12 s          |
| 3e | Arnaud Démare     | France     | Groupama-FDJ           | + 16 s          |
| 4e | Nikolay Cherkasov | Russie     | Gazprom-RusVelo        | + 17 s          |
| 5e | Alexey Lutsenko   | Kazakhstan | Astana                 | + 19 s          |
| 6e | Luka Mezgec       | Slovénie   | Mitchelton-Scott       | + 20 s          |
| 7e | Andrea Vendrame   | Italie     | AG2R La Mondiale       | + 20 s          |
| 8e | Rick Zabel        | Allemagne  | Israel Start-Up Nation | + 20 s          |
| 9e | Wilco Kelderman   | Pays-Bas   | Team Sunweb            | + 20 s          |
| 10e | David Gaudu       | France     | Groupama-FDJ           | + 20 s          |

### 3eétape
| \| Classement de l'étape \| Classement de l'étape \| Classement de l'étape \| Classement de l'étape \| Classement de l'étape \| \| Coureur \| Coureur \| Pays \| Équipe \| Temps \| \| --------------------- \| --------------------- \| --------------------- \| --------------------- \| --------------------- \| \| 1er \| Adam Yates \| Royaume-Uni \| Mitchelton-Scott \| 4 h 42 min 33 s \| \| 2e \| Tadej Pogačar \| Slovénie \| UAE Team Emirates \| + 1 min 03 s \| \| 3e \| Alexey Lutsenko \| Kazakhstan \| Astana \| + 1 min 30 s \| \| 4e \| David Gaudu \| France \| Groupama-FDJ \| + 1 min 30 s \| \| 5e \| Rafał Majka \| Pologne \| Bora-Hansgrohe \| + 1 min 30 s \| \| 6e \| Diego Ulissi \| Italie \| UAE Team Emirates \| + 1 min 56 s \| \| 7e \| Patrick Konrad \| Autriche \| Bora-Hansgrohe \| + 1 min 56 s \| \| 8e \| Gorka Izagirre \| Espagne \| Astana \| + 1 min 56 s \| \| 9e \| Jesús Herrada \| Espagne \| Cofidis \| + 1 min 56 s \| \| 10e \| Eddie Dunbar \| Irlande \| Team Ineos \| + 1 min 56 s \| |                 |             |                   |                 |
| |                 |             |                   |                 |
| Source : ProCyclingStats |                 |             |                   |                 |
| Classement de l'étape |                 |             |                   |                 |
| Coureur | Coureur         | Pays        | Équipe            | Temps           |
| 1er | Adam Yates      | Royaume-Uni | Mitchelton-Scott  | 4 h 42 min 33 s |
| 2e | Tadej Pogačar   | Slovénie    | UAE Team Emirates | + 1 min 03 s    |
| 3e | Alexey Lutsenko | Kazakhstan  | Astana            | + 1 min 30 s    |
| 4e | David Gaudu     | France      | Groupama-FDJ      | + 1 min 30 s    |
| 5e | Rafał Majka     | Pologne     | Bora-Hansgrohe    | + 1 min 30 s    |
| 6e | Diego Ulissi    | Italie      | UAE Team Emirates | + 1 min 56 s    |
| 7e | Patrick Konrad  | Autriche    | Bora-Hansgrohe    | + 1 min 56 s    |
| 8e | Gorka Izagirre  | Espagne     | Astana            | + 1 min 56 s    |
| 9e | Jesús Herrada   | Espagne     | Cofidis           | + 1 min 56 s    |
| 10e | Eddie Dunbar    | Irlande     | Team Ineos        | + 1 min 56 s    |

| \| Classement général \| Classement général \| Classement général \| Classement général \| Classement général \| \| Coureur \| Coureur \| Pays \| Équipe \| Temps \| \| ------------------ \| ------------------ \| ------------------ \| ------------------ \| ------------------ \| \| 1er \| Adam Yates \| Royaume-Uni \| Mitchelton-Scott \| 12 h 30 min 02 s \| \| 2e \| Tadej Pogačar \| Slovénie \| UAE Team Emirates \| + 1 min 07 s \| \| 3e \| Alexey Lutsenko \| Kazakhstan \| Astana \| + 1 min 35 s \| \| 4e \| David Gaudu \| France \| Groupama-FDJ \| + 1 min 40 s \| \| 5e \| Rafał Majka \| Pologne \| Bora-Hansgrohe \| + 1 min 40 s \| \| 6e \| Wilco Kelderman \| Pays-Bas \| Team Sunweb \| + 2 min 06 s \| \| 7e \| Diego Ulissi \| Italie \| UAE Team Emirates \| + 2 min 06 s \| \| 8e \| Patrick Konrad \| Autriche \| Bora-Hansgrohe \| + 2 min 06 s \| \| 9e \| Jesús Herrada \| Espagne \| Cofidis \| + 2 min 06 s \| \| 10e \| Eddie Dunbar \| Irlande \| Team Ineos \| + 2 min 06 s \| |                 |             |                   |                  |
| |                 |             |                   |                  |
| Source : ProCyclingStats |                 |             |                   |                  |
| Classement général |                 |             |                   |                  |
| Coureur | Coureur         | Pays        | Équipe            | Temps            |
| 1er | Adam Yates      | Royaume-Uni | Mitchelton-Scott  | 12 h 30 min 02 s |
| 2e | Tadej Pogačar   | Slovénie    | UAE Team Emirates | + 1 min 07 s     |
| 3e | Alexey Lutsenko | Kazakhstan  | Astana            | + 1 min 35 s     |
| 4e | David Gaudu     | France      | Groupama-FDJ      | + 1 min 40 s     |
| 5e | Rafał Majka     | Pologne     | Bora-Hansgrohe    | + 1 min 40 s     |
| 6e | Wilco Kelderman | Pays-Bas    | Team Sunweb       | + 2 min 06 s     |
| 7e | Diego Ulissi    | Italie      | UAE Team Emirates | + 2 min 06 s     |
| 8e | Patrick Konrad  | Autriche    | Bora-Hansgrohe    | + 2 min 06 s     |
| 9e | Jesús Herrada   | Espagne     | Cofidis           | + 2 min 06 s     |
| 10e | Eddie Dunbar    | Irlande     | Team Ineos        | + 2 min 06 s     |

### 4eétape
| \| Classement de l'étape \| Classement de l'étape \| Classement de l'étape \| Classement de l'étape \| Classement de l'étape \| \| Coureur \| Coureur \| Pays \| Équipe \| Temps \| \| --------------------- \| --------------------- \| --------------------- \| ---------------------- \| --------------------- \| \| 1er \| Dylan Groenewegen \| Pays-Bas \| Jumbo-Visma \| 4 h 16 min 13 s \| \| 2e \| Fernando Gaviria \| Colombie \| UAE Team Emirates \| + 0 s \| \| 3e \| Pascal Ackermann \| Allemagne \| Bora-Hansgrohe \| + 0 s \| \| 4e \| Sam Bennett \| Irlande \| Deceuninck-Quick Step \| + 0 s \| \| 5e \| Caleb Ewan \| Australie \| Lotto-Soudal \| + 0 s \| \| 6e \| Kaden Groves \| Australie \| Mitchelton-Scott \| + 0 s \| \| 7e \| Jakub Mareczko \| Italie \| CCC Team \| + 0 s \| \| 8e \| Attilio Viviani \| Italie \| Cofidis \| + 0 s \| \| 9e \| Rudy Barbier \| France \| Israel Start-Up Nation \| + 0 s \| \| 10e \| Max Walscheid \| Allemagne \| NTT Pro Cycling \| + 0 s \| |                   |           |                        |                 |
| |                   |           |                        |                 |
| Source : ProCyclingStats |                   |           |                        |                 |
| Classement de l'étape |                   |           |                        |                 |
| Coureur | Coureur           | Pays      | Équipe                 | Temps           |
| 1er | Dylan Groenewegen | Pays-Bas  | Jumbo-Visma            | 4 h 16 min 13 s |
| 2e | Fernando Gaviria  | Colombie  | UAE Team Emirates      | + 0 s           |
| 3e | Pascal Ackermann  | Allemagne | Bora-Hansgrohe         | + 0 s           |
| 4e | Sam Bennett       | Irlande   | Deceuninck-Quick Step  | + 0 s           |
| 5e | Caleb Ewan        | Australie | Lotto-Soudal           | + 0 s           |
| 6e | Kaden Groves      | Australie | Mitchelton-Scott       | + 0 s           |
| 7e | Jakub Mareczko    | Italie    | CCC Team               | + 0 s           |
| 8e | Attilio Viviani   | Italie    | Cofidis                | + 0 s           |
| 9e | Rudy Barbier      | France    | Israel Start-Up Nation | + 0 s           |
| 10e | Max Walscheid     | Allemagne | NTT Pro Cycling        | + 0 s           |

| \| Classement général \| Classement général \| Classement général \| Classement général \| Classement général \| \| Coureur \| Coureur \| Pays \| Équipe \| Temps \| \| ------------------ \| ------------------ \| ------------------ \| ------------------ \| ------------------ \| \| 1er \| Adam Yates \| Royaume-Uni \| Mitchelton-Scott \| 16 h 46 min 15 s \| \| 2e \| Tadej Pogačar \| Slovénie \| UAE Team Emirates \| + 1 min 07 s \| \| 3e \| Alexey Lutsenko \| Kazakhstan \| Astana \| + 1 min 35 s \| \| 4e \| David Gaudu \| France \| Groupama-FDJ \| + 1 min 40 s \| \| 5e \| Rafał Majka \| Pologne \| Bora-Hansgrohe \| + 1 min 40 s \| \| 6e \| Jesús Herrada \| Espagne \| Cofidis \| + 2 min 05 s \| \| 7e \| Wilco Kelderman \| Pays-Bas \| Team Sunweb \| + 2 min 06 s \| \| 8e \| Diego Ulissi \| Italie \| UAE Team Emirates \| + 2 min 06 s \| \| 9e \| Patrick Konrad \| Autriche \| Bora-Hansgrohe \| + 2 min 06 s \| \| 10e \| Eddie Dunbar \| Irlande \| Team Ineos \| + 2 min 06 s \| |                 |             |                   |                  |
| |                 |             |                   |                  |
| Source : ProCyclingStats |                 |             |                   |                  |
| Classement général |                 |             |                   |                  |
| Coureur | Coureur         | Pays        | Équipe            | Temps            |
| 1er | Adam Yates      | Royaume-Uni | Mitchelton-Scott  | 16 h 46 min 15 s |
| 2e | Tadej Pogačar   | Slovénie    | UAE Team Emirates | + 1 min 07 s     |
| 3e | Alexey Lutsenko | Kazakhstan  | Astana            | + 1 min 35 s     |
| 4e | David Gaudu     | France      | Groupama-FDJ      | + 1 min 40 s     |
| 5e | Rafał Majka     | Pologne     | Bora-Hansgrohe    | + 1 min 40 s     |
| 6e | Jesús Herrada   | Espagne     | Cofidis           | + 2 min 05 s     |
| 7e | Wilco Kelderman | Pays-Bas    | Team Sunweb       | + 2 min 06 s     |
| 8e | Diego Ulissi    | Italie      | UAE Team Emirates | + 2 min 06 s     |
| 9e | Patrick Konrad  | Autriche    | Bora-Hansgrohe    | + 2 min 06 s     |
| 10e | Eddie Dunbar    | Irlande     | Team Ineos        | + 2 min 06 s     |

### 5eétape
| \| Classement de l'étape \| Classement de l'étape \| Classement de l'étape \| Classement de l'étape \| Classement de l'étape \| \| Coureur \| Coureur \| Pays \| Équipe \| Temps \| \| --------------------- \| --------------------- \| --------------------- \| --------------------- \| --------------------- \| \| 1er \| Tadej Pogačar \| Slovénie \| UAE Team Emirates \| 3 h 48 min 53 s \| \| 2e \| Alexey Lutsenko \| Kazakhstan \| Astana \| + 0 s \| \| 3e \| Adam Yates \| Royaume-Uni \| Mitchelton-Scott \| + 0 s \| \| 4e \| David Gaudu \| France \| Groupama-FDJ \| + 4 s \| \| 5e \| Ilnur Zakarin \| Russie \| CCC Team \| + 7 s \| \| 6e \| Davide Formolo \| Italie \| UAE Team Emirates \| + 23 s \| \| 7e \| Alejandro Valverde \| Espagne \| Movistar Team \| + 23 s \| \| 8e \| Wilco Kelderman \| Pays-Bas \| Team Sunweb \| + 24 s \| \| 9e \| Víctor de la Parte \| Espagne \| CCC Team \| + 24 s \| \| 10e \| Rafał Majka \| Pologne \| Bora-Hansgrohe \| + 27 s \| |                    |             |                   |                 |
| |                    |             |                   |                 |
| Source : ProCyclingStats |                    |             |                   |                 |
| Classement de l'étape |                    |             |                   |                 |
| Coureur | Coureur            | Pays        | Équipe            | Temps           |
| 1er | Tadej Pogačar      | Slovénie    | UAE Team Emirates | 3 h 48 min 53 s |
| 2e | Alexey Lutsenko    | Kazakhstan  | Astana            | + 0 s           |
| 3e | Adam Yates         | Royaume-Uni | Mitchelton-Scott  | + 0 s           |
| 4e | David Gaudu        | France      | Groupama-FDJ      | + 4 s           |
| 5e | Ilnur Zakarin      | Russie      | CCC Team          | + 7 s           |
| 6e | Davide Formolo     | Italie      | UAE Team Emirates | + 23 s          |
| 7e | Alejandro Valverde | Espagne     | Movistar Team     | + 23 s          |
| 8e | Wilco Kelderman    | Pays-Bas    | Team Sunweb       | + 24 s          |
| 9e | Víctor de la Parte | Espagne     | CCC Team          | + 24 s          |
| 10e | Rafał Majka        | Pologne     | Bora-Hansgrohe    | + 27 s          |

| \| Classement général \| Classement général \| Classement général \| Classement général \| Classement général \| \| Coureur \| Coureur \| Pays \| Équipe \| Temps \| \| ------------------ \| ------------------ \| ------------------ \| ------------------ \| ------------------ \| \| 1er \| Adam Yates \| Royaume-Uni \| Mitchelton-Scott \| 20 h 35 min 04 s \| \| 2e \| Tadej Pogačar \| Slovénie \| UAE Team Emirates \| + 1 min 01 s \| \| 3e \| Alexey Lutsenko \| Kazakhstan \| Astana \| + 1 min 33 s \| \| 4e \| David Gaudu \| France \| Groupama-FDJ \| + 1 min 48 s \| \| 5e \| Rafał Majka \| Pologne \| Bora-Hansgrohe \| + 2 min 11 s \| \| 6e \| Wilco Kelderman \| Pays-Bas \| Team Sunweb \| + 2 min 34 s \| \| 7e \| Ilnur Zakarin \| Russie \| CCC Team \| + 2 min 34 s \| \| 8e \| Davide Formolo \| Italie \| UAE Team Emirates \| + 2 min 39 s \| \| 9e \| Diego Ulissi \| Italie \| UAE Team Emirates \| + 2 min 47 s \| \| 10e \| Víctor de la Parte \| Espagne \| CCC Team \| + 2 min 51 s \| |                    |             |                   |                  |
| |                    |             |                   |                  |
| Source : ProCyclingStats |                    |             |                   |                  |
| Classement général |                    |             |                   |                  |
| Coureur | Coureur            | Pays        | Équipe            | Temps            |
| 1er | Adam Yates         | Royaume-Uni | Mitchelton-Scott  | 20 h 35 min 04 s |
| 2e | Tadej Pogačar      | Slovénie    | UAE Team Emirates | + 1 min 01 s     |
| 3e | Alexey Lutsenko    | Kazakhstan  | Astana            | + 1 min 33 s     |
| 4e | David Gaudu        | France      | Groupama-FDJ      | + 1 min 48 s     |
| 5e | Rafał Majka        | Pologne     | Bora-Hansgrohe    | + 2 min 11 s     |
| 6e | Wilco Kelderman    | Pays-Bas    | Team Sunweb       | + 2 min 34 s     |
| 7e | Ilnur Zakarin      | Russie      | CCC Team          | + 2 min 34 s     |
| 8e | Davide Formolo     | Italie      | UAE Team Emirates | + 2 min 39 s     |
| 9e | Diego Ulissi       | Italie      | UAE Team Emirates | + 2 min 47 s     |
| 10e | Víctor de la Parte | Espagne     | CCC Team          | + 2 min 51 s     |

### 6eétape
Étape annulée.

### 7eétape
Étape annulée.

## Classements finals

### Classement général final
| \| Classement général \| Classement général \| Classement général \| Classement général \| Classement général \| \| Coureur \| Coureur \| Pays \| Équipe \| Temps \| \| ------------------ \| ------------------ \| ------------------ \| ------------------ \| ------------------ \| \| 1er \| Adam Yates \| Royaume-Uni \| Mitchelton-Scott \| 20 h 35 min 04 s \| \| 2e \| Tadej Pogačar \| Slovénie \| UAE Team Emirates \| + 1 min 01 s \| \| 3e \| Alexey Lutsenko \| Kazakhstan \| Astana \| + 1 min 33 s \| \| 4e \| David Gaudu \| France \| Groupama-FDJ \| + 1 min 48 s \| \| 5e \| Rafał Majka \| Pologne \| Bora-Hansgrohe \| + 2 min 11 s \| \| 6e \| Wilco Kelderman \| Pays-Bas \| Team Sunweb \| + 2 min 34 s \| \| 7e \| Ilnur Zakarin \| Russie \| CCC Team \| + 2 min 34 s \| \| 8e \| Davide Formolo \| Italie \| UAE Team Emirates \| + 2 min 39 s \| \| 9e \| Diego Ulissi \| Italie \| UAE Team Emirates \| + 2 min 47 s \| \| 10e \| Víctor de la Parte \| Espagne \| CCC Team \| + 2 min 51 s \| |                    |             |                   |                  |
| |                    |             |                   |                  |
| Source : ProCyclingStats |                    |             |                   |                  |
| Classement général |                    |             |                   |                  |
| Coureur | Coureur            | Pays        | Équipe            | Temps            |
| 1er | Adam Yates         | Royaume-Uni | Mitchelton-Scott  | 20 h 35 min 04 s |
| 2e | Tadej Pogačar      | Slovénie    | UAE Team Emirates | + 1 min 01 s     |
| 3e | Alexey Lutsenko    | Kazakhstan  | Astana            | + 1 min 33 s     |
| 4e | David Gaudu        | France      | Groupama-FDJ      | + 1 min 48 s     |
| 5e | Rafał Majka        | Pologne     | Bora-Hansgrohe    | + 2 min 11 s     |
| 6e | Wilco Kelderman    | Pays-Bas    | Team Sunweb       | + 2 min 34 s     |
| 7e | Ilnur Zakarin      | Russie      | CCC Team          | + 2 min 34 s     |
| 8e | Davide Formolo     | Italie      | UAE Team Emirates | + 2 min 39 s     |
| 9e | Diego Ulissi       | Italie      | UAE Team Emirates | + 2 min 47 s     |
| 10e | Víctor de la Parte | Espagne     | CCC Team          | + 2 min 51 s     |

### Classements annexes finals
| Classement par points | Classement par points | Classement par points | Classement par points | Classement par points |
| Coureur               | Coureur               | Pays                  | Équipe                | Points                |
| --------------------- | --------------------- | --------------------- | --------------------- | --------------------- |
| 1er                   | Caleb Ewan            | Australie             | Lotto-Soudal          | 43 pts                |
| 2e                    | Veljko Stojnić        | Serbie                | Vini Zabù-KTM         | 42 pts                |
| 3e                    | Tadej Pogačar         | Slovénie              | UAE Team Emirates     | 39 pts                |
| 4e                    | Adam Yates            | Royaume-Uni           | Mitchelton-Scott      | 35 pts                |
| 5e                    | Alexey Lutsenko       | Kazakhstan            | Astana                | 33 pts                |
| 6e                    | Pascal Ackermann      | Allemagne             | Bora-Hansgrohe        | 32 pts                |
| 7e                    | Dylan Groenewegen     | Pays-Bas              | Jumbo-Visma           | 29 pts                |
| 8e                    | Sam Bennett           | Irlande               | Deceuninck-Quick Step | 25 pts                |
| 9e                    | Leonardo Tortomasi    | Italie                | Vini Zabù-KTM         | 21 pts                |
| 10e                   | David Gaudu           | France                | Groupama-FDJ          | 19 pts                |

| Classement par points | Classement par points | Classement par points | Classement par points | Classement par points |
| Coureur               | Coureur               | Pays                  | Équipe                | Points                |
| --------------------- | --------------------- | --------------------- | --------------------- | --------------------- |
| 1er                   | Caleb Ewan            | Australie             | Lotto-Soudal          | 43 pts                |
| 2e                    | Veljko Stojnić        | Serbie                | Vini Zabù-KTM         | 42 pts                |
| 3e                    | Tadej Pogačar         | Slovénie              | UAE Team Emirates     | 39 pts                |
| 4e                    | Adam Yates            | Royaume-Uni           | Mitchelton-Scott      | 35 pts                |
| 5e                    | Alexey Lutsenko       | Kazakhstan            | Astana                | 33 pts                |
| 6e                    | Pascal Ackermann      | Allemagne             | Bora-Hansgrohe        | 32 pts                |
| 7e                    | Dylan Groenewegen     | Pays-Bas              | Jumbo-Visma           | 29 pts                |
| 8e                    | Sam Bennett           | Irlande               | Deceuninck-Quick Step | 25 pts                |
| 9e                    | Leonardo Tortomasi    | Italie                | Vini Zabù-KTM         | 21 pts                |
| 10e                   | David Gaudu           | France                | Groupama-FDJ          | 19 pts                |

| Classement du meilleur jeune | Classement du meilleur jeune | Classement du meilleur jeune | Classement du meilleur jeune | Classement du meilleur jeune |
| Coureur                      | Coureur                      | Pays                         | Équipe                       | Temps                        |
| ---------------------------- | ---------------------------- | ---------------------------- | ---------------------------- | ---------------------------- |
| 1er                          | Tadej Pogačar                | Slovénie                     | UAE Team Emirates            | 20 h 36 min 05 s             |
| 2e                           | David Gaudu                  | France                       | Groupama-FDJ                 | + 47 s                       |
| 3e                           | Eddie Dunbar                 | Irlande                      | Team Ineos                   | + 1 min 57 s                 |
| 4e                           | Niklas Eg                    | Danemark                     | Trek-Segafredo               | + 2 min 35 s                 |
| 5e                           | Óscar Rodríguez Garaicoechea | Espagne                      | Astana                       | + 4 min 16 s                 |
| 6e                           | Jaakko Hänninen              | Finlande                     | AG2R La Mondiale             | + 4 min 44 s                 |
| 7e                           | Jai Hindley                  | Australie                    | Team Sunweb                  | + 5 min 19 s                 |
| 8e                           | Héctor Carretero             | Espagne                      | Movistar Team                | + 5 min 39 s                 |
| 9e                           | Florian Stork                | Allemagne                    | Team Sunweb                  | + 6 min 44 s                 |
| 10e                          | Lorenzo Fortunato            | Italie                       | Vini Zabù-KTM                | + 10 min 22 s                |

| Classement du meilleur jeune | Classement du meilleur jeune | Classement du meilleur jeune | Classement du meilleur jeune | Classement du meilleur jeune |
| Coureur                      | Coureur                      | Pays                         | Équipe                       | Temps                        |
| ---------------------------- | ---------------------------- | ---------------------------- | ---------------------------- | ---------------------------- |
| 1er                          | Tadej Pogačar                | Slovénie                     | UAE Team Emirates            | 20 h 36 min 05 s             |
| 2e                           | David Gaudu                  | France                       | Groupama-FDJ                 | + 47 s                       |
| 3e                           | Eddie Dunbar                 | Irlande                      | Team Ineos                   | + 1 min 57 s                 |
| 4e                           | Niklas Eg                    | Danemark                     | Trek-Segafredo               | + 2 min 35 s                 |
| 5e                           | Óscar Rodríguez Garaicoechea | Espagne                      | Astana                       | + 4 min 16 s                 |
| 6e                           | Jaakko Hänninen              | Finlande                     | AG2R La Mondiale             | + 4 min 44 s                 |
| 7e                           | Jai Hindley                  | Australie                    | Team Sunweb                  | + 5 min 19 s                 |
| 8e                           | Héctor Carretero             | Espagne                      | Movistar Team                | + 5 min 39 s                 |
| 9e                           | Florian Stork                | Allemagne                    | Team Sunweb                  | + 6 min 44 s                 |
| 10e                          | Lorenzo Fortunato            | Italie                       | Vini Zabù-KTM                | + 10 min 22 s                |

| Classement des sprints | Classement des sprints | Classement des sprints | Classement des sprints | Classement des sprints |
| Coureur                | Coureur                | Pays                   | Équipe                 | Points                 |
| ---------------------- | ---------------------- | ---------------------- | ---------------------- | ---------------------- |
| 1er                    | Veljko Stojnić         | Serbie                 | Vini Zabù-KTM          | 42 pts                 |
| 2e                     | Leonardo Tortomasi     | Italie                 | Vini Zabù-KTM          | 21 pts                 |
| 3e                     | Christian Scaroni      | Italie                 | Gazprom-RusVelo        | 15 pts                 |
| 4e                     | Andrea Garosio         | Italie                 | Vini Zabù-KTM          | 13 pts                 |
| 5e                     | William Clarke         | Australie              | Trek-Segafredo         | 13 pts                 |
| 6e                     | Jasper De Buyst        | Belgique               | Lotto-Soudal           | 10 pts                 |
| 7e                     | Victor Campenaerts     | Belgique               | NTT Pro Cycling        | 9 pts                  |
| 8e                     | Umberto Marengo        | Italie                 | Vini Zabù-KTM          | 9 pts                  |
| 9e                     | Nikolay Cherkasov      | Russie                 | Gazprom-RusVelo        | 8 pts                  |
| 10e                    | Stijn Steels           | Belgique               | Deceuninck-Quick Step  | 6 pts                  |

| Classement des sprints | Classement des sprints | Classement des sprints | Classement des sprints | Classement des sprints |
| Coureur                | Coureur                | Pays                   | Équipe                 | Points                 |
| ---------------------- | ---------------------- | ---------------------- | ---------------------- | ---------------------- |
| 1er                    | Veljko Stojnić         | Serbie                 | Vini Zabù-KTM          | 42 pts                 |
| 2e                     | Leonardo Tortomasi     | Italie                 | Vini Zabù-KTM          | 21 pts                 |
| 3e                     | Christian Scaroni      | Italie                 | Gazprom-RusVelo        | 15 pts                 |
| 4e                     | Andrea Garosio         | Italie                 | Vini Zabù-KTM          | 13 pts                 |
| 5e                     | William Clarke         | Australie              | Trek-Segafredo         | 13 pts                 |
| 6e                     | Jasper De Buyst        | Belgique               | Lotto-Soudal           | 10 pts                 |
| 7e                     | Victor Campenaerts     | Belgique               | NTT Pro Cycling        | 9 pts                  |
| 8e                     | Umberto Marengo        | Italie                 | Vini Zabù-KTM          | 9 pts                  |
| 9e                     | Nikolay Cherkasov      | Russie                 | Gazprom-RusVelo        | 8 pts                  |
| 10e                    | Stijn Steels           | Belgique               | Deceuninck-Quick Step  | 6 pts                  |

| Classement par équipes | Classement par équipes | Classement par équipes | Classement par équipes |
| Équipe                 | Équipe                 | Pays                   | Temps                  |
| ---------------------- | ---------------------- | ---------------------- | ---------------------- |
| 1re                    | UAE Team Emirates      | Émirats arabes unis    | 61 h 51 min 55 s       |
| 2e                     | Astana                 | Kazakhstan             | + 3 min 25 s           |
| 3e                     | CCC Team               | Pologne                | + 5 min 22 s           |
| 4e                     | Trek-Segafredo         | États-Unis             | + 7 min 04 s           |
| 5e                     | AG2R La Mondiale       | France                 | + 7 min 55 s           |
| 6e                     | NTT Pro Cycling        | Afrique du Sud         | + 8 min 09 s           |
| 7e                     | Team Sunweb            | Allemagne              | + 9 min 26 s           |
| 8e                     | Movistar Team          | Espagne                | + 10 min 27 s          |
| 9e                     | Cofidis                | France                 | + 11 min 56 s          |
| 10e                    | Bora-Hansgrohe         | Allemagne              | + 12 min 38 s          |

| Classement par équipes | Classement par équipes | Classement par équipes | Classement par équipes |
| Équipe                 | Équipe                 | Pays                   | Temps                  |
| ---------------------- | ---------------------- | ---------------------- | ---------------------- |
| 1re                    | UAE Team Emirates      | Émirats arabes unis    | 61 h 51 min 55 s       |
| 2e                     | Astana                 | Kazakhstan             | + 3 min 25 s           |
| 3e                     | CCC Team               | Pologne                | + 5 min 22 s           |
| 4e                     | Trek-Segafredo         | États-Unis             | + 7 min 04 s           |
| 5e                     | AG2R La Mondiale       | France                 | + 7 min 55 s           |
| 6e                     | NTT Pro Cycling        | Afrique du Sud         | + 8 min 09 s           |
| 7e                     | Team Sunweb            | Allemagne              | + 9 min 26 s           |
| 8e                     | Movistar Team          | Espagne                | + 10 min 27 s          |
| 9e                     | Cofidis                | France                 | + 11 min 56 s          |
| 10e                    | Bora-Hansgrohe         | Allemagne              | + 12 min 38 s          |

### Classements UCI
La course attribue des points au Classement mondial UCI 2020 selon le barème suivant.
| Position           | 1er | 2e  | 3e  | 4e  | 5e  | 6e  | 7e | 8e | 9e | 10e | 11e | 12e | 13e à 15e | 16e à 25e |
| Classement général | 300 | 250 | 215 | 175 | 120 | 115 | 95 | 75 | 60 | 50  | 40  | 35  | 5         | 3         |
| Par étapes         | 40  | 15  | 6   |     |     |     |    |    |    |     |     |     |           |           |
| Leader             | 6   |     |     |     |     |     |    |    |    |     |     |     |           |           |

## Évolution des classements
| Étape              | Vainqueur          | Classement général | Classement par points | Classement des sprints | Classement du meilleur jeune |
| ------------------ | ------------------ | ------------------ | --------------------- | ---------------------- | ---------------------------- |
| 1                  | Pascal Ackermann   | Pascal Ackermann   | Pascal Ackermann      | Veljko Stojnić         | Veljko Stojnić               |
| 2                  | Caleb Ewan         | Caleb Ewan         | Caleb Ewan            | Veljko Stojnić         | Nikolay Cherkasov            |
| 3                  | Adam Yates         | Adam Yates         | Caleb Ewan            | Veljko Stojnić         | Tadej Pogačar                |
| 4                  | Dylan Groenewegen  | Adam Yates         | Caleb Ewan            | Veljko Stojnić         | Tadej Pogačar                |
| 5                  | Tadej Pogačar      | Adam Yates         | Caleb Ewan            | Veljko Stojnić         | Tadej Pogačar                |
| 6                  | Pas de vainqueur   | Adam Yates         | Caleb Ewan            | Veljko Stojnić         | Tadej Pogačar                |
| 7                  | Pas de vainqueur   | Adam Yates         | Caleb Ewan            | Veljko Stojnić         | Tadej Pogačar                |
| Classements finals | Classements finals | Adam Yates         | Caleb Ewan            | Veljko Stojnić         | Tadej Pogačar                |